# The No-Gun Man
The No-Gun Man è un film muto del 1924 diretto da Harry Garson. Il soggetto e la sceneggiatura si devono a Dorothy Arzner e a Paul Gangelin. Prodotto dalla Harry Garson Productions, il film aveva come interpreti Maurice 'Lefty' Flynn, William Quinn, Gloria Grey, Ray Turner.

## Trama
La banda di fuorilegge capitanata da Bill Kilgore, dopo avere rapinato una banca, si rifugia a Red Rock, una cittadina della zona. Kilgore rivolge le sue rudi attenzioni su Carmen Harroway, la proprietaria di un negozio di dolciumi. Ma lei lo respinge e il bandito, per rivalsa, proibisce ai tremebondi abitanti di proteggerla dalle prepotenze che lei o il negozio potrà subire. In città appare uno sconosciuto, Bob Vincent, che fa amicizia con Carmen. Ma poi, inspiegabilmente, si unisce ai banditi spacciandosi per falsario. Kilgore e Vincent pianificano l'assalto a un treno postale ma, poco prima dell'attacco, Kilgore rapisce Carmen. Vincent, che cerca di difenderla, viene messo fuori combattimento: il bandito lo lega a un vagone e lo manda contro il treno in arrivo. Vincent, però, riesce a liberarsi e ad avvisare il conducente dell'altro treno dell'assalto imminente. I banditi vengono catturati e Vincent si rivela per essere in realtà il presidente della banca rapinata. Dopo avere recuperato le obbligazioni rubate, Vincent si rivolge a Carmen chiedendole se è disposta a diventare la moglie di un banchiere.

## Produzione
La lavorazione del film, prodotto dalla Harry Garson Productions, ebbe inizio ai primi di novembre del 1924.

## Distribuzione
Il copyright del film, richiesto dalla Harry Garson Productions, fu registrato il 16 novembre 1924 con il numero LP20891.

Distribuito dalla Film Booking Offices of America, il film uscì nelle sale statunitensi il 27 dicembre 1924. A Londra, il film fu presentato il 28 dicembre 1925 distribuito nel Regno Unito dalla Ideal Films Ltd.
Non si conoscono copie ancora esistenti della pellicola che viene considerata presumibilmente perduta.